# The Great American Cowboy
Pour les articles homonymes, voir Cowboy.
Pour plus de détails, voir Fiche technique et Distribution.
The Great American Cowboy est un film documentaire américain réalisé par Kieth Merrill et sorti en 1973.
Il a obtenu l'Oscar du meilleur film documentaire en 1974.

## Synopsis
Deux stars du rodéo s'affrontent pour le titre de champion du monde: le vétéran Larry Mahan (en) et le nouveau venu Phil Lyne.

## Fiche technique
- Réalisation : Kieth Merrill
- Scénario : Douglas Kent Hall
- Production :  American National Enterprises, Merrill-Rodeo Film Productions
- Image : Reed Smoot (en)
- Musique : Harold Farberman
- Durée : 89 minutes
- Date de sortie : 1973

## Distribution
- Larry Mahan (en) : lui-même
- Phil Lyne : lui-même
- Joel McCrea : narrateur

## Nominations et récompenses
- Oscar du meilleur film documentaire en 1974